# Murray J. Harris
Murray J. Harris (Auckland, 18 agosto 1939) è un biblista neozelandese.

## Biografia
Dopo aver conseguito titoli accademici nelle università di Auckland, Otago e Londra, Harris ha perfezionato i suoi studi all'Università di Manchester, dove ha conseguito il Ph.D sotto la guida di F.F. Bruce. Dopo un periodo d’insegnamento alla Trinity Evangelical Divinity School a Deerfield e al Bible College of New Zealand (ora Laidlaw College) ad Auckland, è stato direttore della Tyndale House all'Università di Cambridge. Successivamente è tornato ad insegnare alla Trinity Evangelical Divinity School fino al suo ritiro dall'insegnamento.
Harris è sposato e dalla moglie Jennifer ha avuto due figli. 

## Libri pubblicati
- Jesus as God: The New Testament Use of Theos in Reference to Jesus, Baker, 1992
- Slave of Christ, IVP Academic, 2001
- Second Epistle to the Corinthians, New International Greek Testament Commentary,  Eerdmans,  2005
- Prepositions and Theology in the Greek New Testament: An Essential Reference Resource for Exegesis, Zondervan, 2012
- Colossians and Philemon,  Broadman & Holman,  2013
- John, Exegetical Guide to the Greek New Testament, Broadman & Holman, 2015